# Лизинговый брокер
Лизинговый брокер (англ. leasing broker) — это самостоятельный субъект рынка лизинга, который за счёт полного анализа рынка лизинговых услуг, налаженных контактов с поставщиками и лизинговыми компаниями, оптимизирует и ускоряет взаимодействие между тремя участниками лизинговой сделки (лизинговой компанией, поставщиком и клиентом), тем самым снижая трансакционные издержки трёх сторон. Фактически является профессиональным посредником.

## В России
Рынок услуг лизинговых брокеров в России находится в стадии формирования, и специальными нормативными правовыми актами со стороны государства не урегулирован. Согласно российской практике услуги лизинговому брокеру оплачивает лизинговая компания. Размер - 1% от стоимости сделки. В отдельных, особо сложных сделках, может достигать 10%.

## В мире
В Европе и США действуют ассоциации лизинговых брокеров.